# Хронологија Народноослободилачке борбе јануар 1943.
Хронолошки преглед важнијих догађаја везаних за Народноослободилачку борбу народа Југославије, који су се десили током јануара месеца 1943. године:
| ← децембар ’42 | ← децембар ’42 | ← децембар ’42 | ← децембар ’42 | ← децембар ’42 | ← децембар ’42 | ← децембар ’42 | ← децембар ’42 | ← децембар ’42 | Хронологија Народноослободилачке борбе у 1943. | Хронологија Народноослободилачке борбе у 1943. | Хронологија Народноослободилачке борбе у 1943. | Хронологија Народноослободилачке борбе у 1943. | Хронологија Народноослободилачке борбе у 1943. | Хронологија Народноослободилачке борбе у 1943. | Хронологија Народноослободилачке борбе у 1943. | Хронологија Народноослободилачке борбе у 1943. | Хронологија Народноослободилачке борбе у 1943. | Хронологија Народноослободилачке борбе у 1943. | Хронологија Народноослободилачке борбе у 1943. | Хронологија Народноослободилачке борбе у 1943. | Хронологија Народноослободилачке борбе у 1943. | Хронологија Народноослободилачке борбе у 1943. | Хронологија Народноослободилачке борбе у 1943. | фебруар → | фебруар → | фебруар → | фебруар → | фебруар → | фебруар → | фебруар → |
| 1              | 2              | 3              | 4              | 5              | 6              | 7              | 8              | 9              | 10                                             | 11                                             | 12                                             | 13                                             | 14                                             | 15                                             | 16                                             | 17                                             | 18                                             | 19                                             | 20                                             | 21                                             | 22                                             | 23                                             | 24                                             | 25        | 26        | 27        | 28        | 29        | 30        | 31        |

### 16. фебруар
- У Приштинској улици (данас Улица цара Николаја II) у Београду агенти Специјалне полиције ухапсили Јанка Лисјака (1914—1943), секретара Месног комитета КПЈ за Београд. Ухапшен је издајом Милосава Трајковића, који је дан раније ухапшен и потом агентима полиције рекао да има заказани састанак са Лисјаком. Након хапшења, Лисјак је у полицији мучен, а како је одбијао да узима храну, након шест дана је пребачен у болницу, где је умро. Након рата је проглашен за народног хероја. Крајем јануара полиција је ухапсила и његову супругу Десу Лежајић (1921—1943), која је 7. јуна 1943. стрељана у Јајинцима.[1]

### 17. фебруар
- У Улици кнеза Павла (данас Улица Младена Стојановића) на Дедињу приликом одласка у стан, који је коришћен за смештај илегалаца, у сукобу са полицијом, која је у стану, након хапшења Милице Дачић, поставила заседу, тешко рањен Мирко Томић (1909—1943) члан Покрајинског комитета КПЈ за Србију. Од задобијених рана истог дана је преминуо у Државној болници. Заједно са Томићем, ухапшена је на улици Вера Ненадовић, али је убрзо пуштена услед недостатка доказа.[2]

### 21. јануар
- У селу Поди, код Херцег Новог, четири вода из састава италијанске дивизије Емилија, једна чета антикомунистичке милиције и око 50 четника Граховског батаљона приликом чишћења терена Поди—Каменово, открила групу од четири члана Месног комитета КПЈ за Херцег Нови. У краткој борби с непријатељем страдала су сва четворица чланова Месног комитета — Никола Ђурковић (1908—1943), Саво Илић (1914—1943), Данило Дашо Павичић (1919—1943) и Стјепан Шаренац Шћепо (1919—1943). Ова група се 20. јануара увече сусрела са представницима рисанско-кривошијске и херцегновске групе илегалаца. Након састанка, група чланова МК сместила се у једној стаји у Подима, у засеоку Тушупи, где је имала задатак да донесе закључке о даљој политичко-партијској активности у западној Боки которској. Када су откривени, прихватили су борбу и бомбама покушали пробој. Најпре су погинули Павичић и Шаренац, док се Илић рањен вратио у стају и заједно с Ђурковићем запалио партијску архиву. У новом нападу, најпре је погинуо Илић, а потом Ђурковић бацивши последњу бомбу. Након погибије чланова Месног комитета, њихова тела су изложена на тргу у Херцег Новом (данас трг Николе Ђурковића), где су четници око њихових тела играли тзв. „Крваво коло” (фотографију играња кола снимио је симпатизер КПЈ Лука Цириговић). Након рата, Ђурковић и Илић су проглашени народним херојима, а њихови посмртни остаци су сахрањени на партизанском гробљу на Савини.[3][4][5]